# Bazinul carbonifer Comănești
Bazinul carbonifer Comănești este cel mai mare bazin sedimentar din Moldova, situat la extremitatea estică a catenei Carpaților Orientali, în zona flișului, pe cursul mijlociu al râului Trotuș, în interiorul depresiunii intramontane Comănești. Din punct de vedere al vechimii face parte din grupa neogenă. La nivelul său s-au identificat 47 de straturi de cărbune brun, din care doar 7 exploatabile.
La începutul secolul al XX-lea activitatea de exploatare s-a intensificat, devenind una din cele mai importante bazine carbonifere din țară.
În timpul Primului Război Mondial bazinul Comănești a rămas singura sursă de alimentare cu combustibil a transportului feroviar din România.

## Istoric
Datorită existenței cărbunilor în zona Comănești, domeniul Ghika a deschis primele băi de cărbune. Exploatarea industrială a cărbunelui brun de Comănești a început în prima jumătate a secolului al XIX-lea, în 1804. Pentru început, în schimbul a 400 de galbeni pe an, doctorul Chihac, profesor de istorie naturală Ia Academia din lași și Anton Wincler exploatau cărbune, nelimitat de alte obligații, pentru vapoarele „Companiei austriece de navigație pe Dunăre” de la Galați, și pentru funcționarea morii cu aburi Queldry din Iași unde în 1849 s-a folosit un milion oca de cărbuni. În extracție se folosea forța de muncă locală.
Preocupările în vederea intensificării exploatării cărbunelui a determinat Ministerul lucrărilor publice să deschidă o baie de fier și cărbune la Comănești. În anul 1865 cărbunele de Comănești a fost premiat la Paris iar în 1895 au existat aprecieri favorabile cu privire la calitățile de ardere.
După Unirea Principatelor, în 1877, s-a elaborat legea „Măsurilor generale pentru a veni în ajutorul industriei naționale”, ce a stimulat și extracția de cărbuni din bazin.
Istoricul Constantin Turcu a sesizat asupra extracției de cărbune pe moșia Grozești tot din bazinul Trotușului (în 1807-1808) iar Iulian Antonescu (1967) în descrierea orașului Comănești a menționat că minele alimentau încă din anul 1928 primele vapoare cu aburi pe Dunăre. Munca în mine era istovitoare: „muncitorii lucrează 12 ore în continuu în niște galerii în care cu cea mai mare greutate pot pătrunde. Ei nu pot lucra liber în picioare sau în genunchi, ci totdeauna numai pe brânci, culcați pe spate, amenințați din moment în moment în surpări. Proptelele în multe locuri lipsesc cu desăvârșire, apa curge din toate părțile în torente mari ceea ce produce umezeală ca în fundul bălților”. Cărbunele se transporta anevoios cu care trase de boi sau cu cai orbi. Situația grea din mine a constituit principala cauză a grevei din 1906 a minerilor de la Asău, culminând cu greva din anul 1907, reprimată de o armată de 400 infanteriști și două baterii de artilerie.
În anul 1893 a fost elaborat regulamentul cu privire la măsuri de siguranța muncii în zonele petrolifere iar în 1895 Legea minelor, ce conținea unele măsuri de ocrotire a muncii.

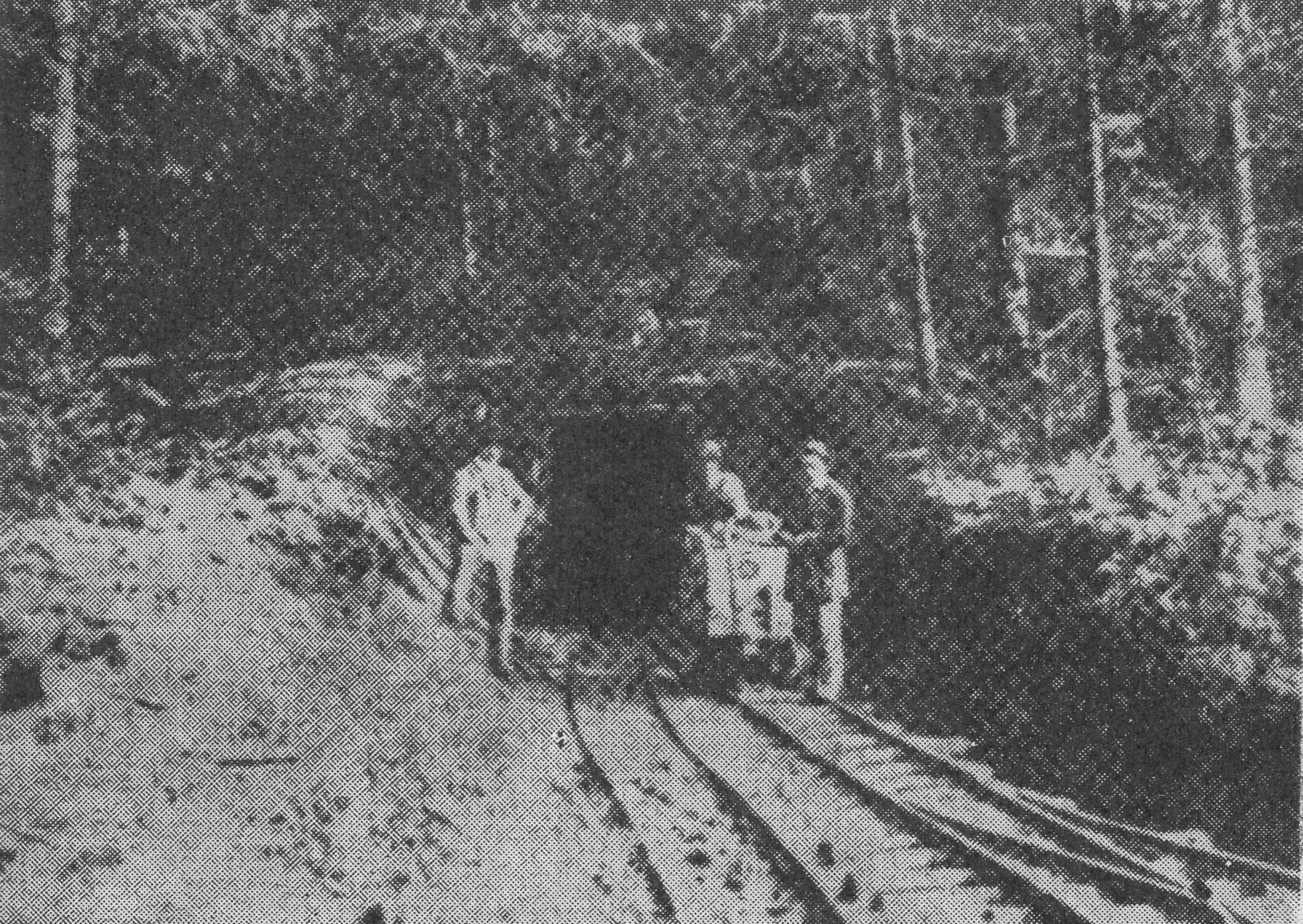
Intrarea în mina „Joseph Rotter” (1900)

În 1910, situația grea a minerilor a fost descrisă de politicianul Ion C. Frimu: „La gura minei Iosef Roter din Comănești, jud. Bacău, lucrează 80 de muncitori împărțiți pe echipe de zi și de noapte, lucrând de la orele 6 la 6 și câștigând între 4 și 7 lei (după declarația Direcției minei), după cantitatea cărbunelui extras. Munca e grea și neigienică și nu oricine o poate face. Umezeala, întunericul și praful din galerii se resimt asupra lucrătorilor din care cauză au o figura puhavă și mulți suferă de reumatism și tușesc”.
Greutățile de exploatare și transport fac ca până în 1898, când se termină construcția căii ferate Adjud-Palanca, dinamica producției carbonifere să fie foarte slabă. După aceasta, posibilitățile de distribuire și valorificare pe piața internă și externă a cărbunilor extrași cresc, fapt care duce la impulsionarea acestei industrii. Astfel s-au deschis rând pe rând galerii și puțuri de exploatare în punctele: Pertenie, Ciobănuș, Șupan, Asău, Lăloaia, Vermești, Leorda, Lapoș, Livada, Chiricel, etc.
În anul 1901 existau deja trei mine deschise la Galion, Asău și Lăloaia. În 1912, la mina Galion se descoperă stratul de cărbune Maria, gros de 1,8-2,2 m. Concomitent cu acesta se exploatează și cele mai groase strate din minele Vermești și Leorda, respectiv 0,8-1,20 m. Întreg bazinul se acoperă de exploatări, ajungând în această unul dintre cele mai importante din țară.
Intrarea României în Primul Război Mondial a impus sarcina sporirii extracției de petrol și cărbune. Ca urmare a acestui fapt, extracția de cărbune de la Comănești, care în 1916 a fost de 14.222 tone a crescut la 54.469 tone în anul 1918. În 1916, Societatea „Minele Unite Comănești” a preluat majoritatea concesiunilor miniere și a deschis o nouă mină la Șupan. Între 1917–1918, minele Rafira, Asău, Leorda, Vermești, Dărmănești, Lapoș, Leorda, au contribuit la susținerea războiului cu o producție de 93.403 tone cărbune iar alte surse documentare în timpul Primului Război Mondial minele Comănești, Asău, Galeon, Vermești, Maria și Leorda, furnizau zilnic 350-380 tone, sublinindu-se astfel că în lipsa bazinului carbonifer Comănești și a celui petrolifer Moinești nu ar fi fost posibilă susținerea frontului de la Mărășești.
În perioada următoare s-a înregistrat o creștere rapidă a producției de cărbune, care în 1930 a ajuns la 215 000 t. Erau urmărite îndeaproape stratele groase și cu grad ridicat de incarbonizare.

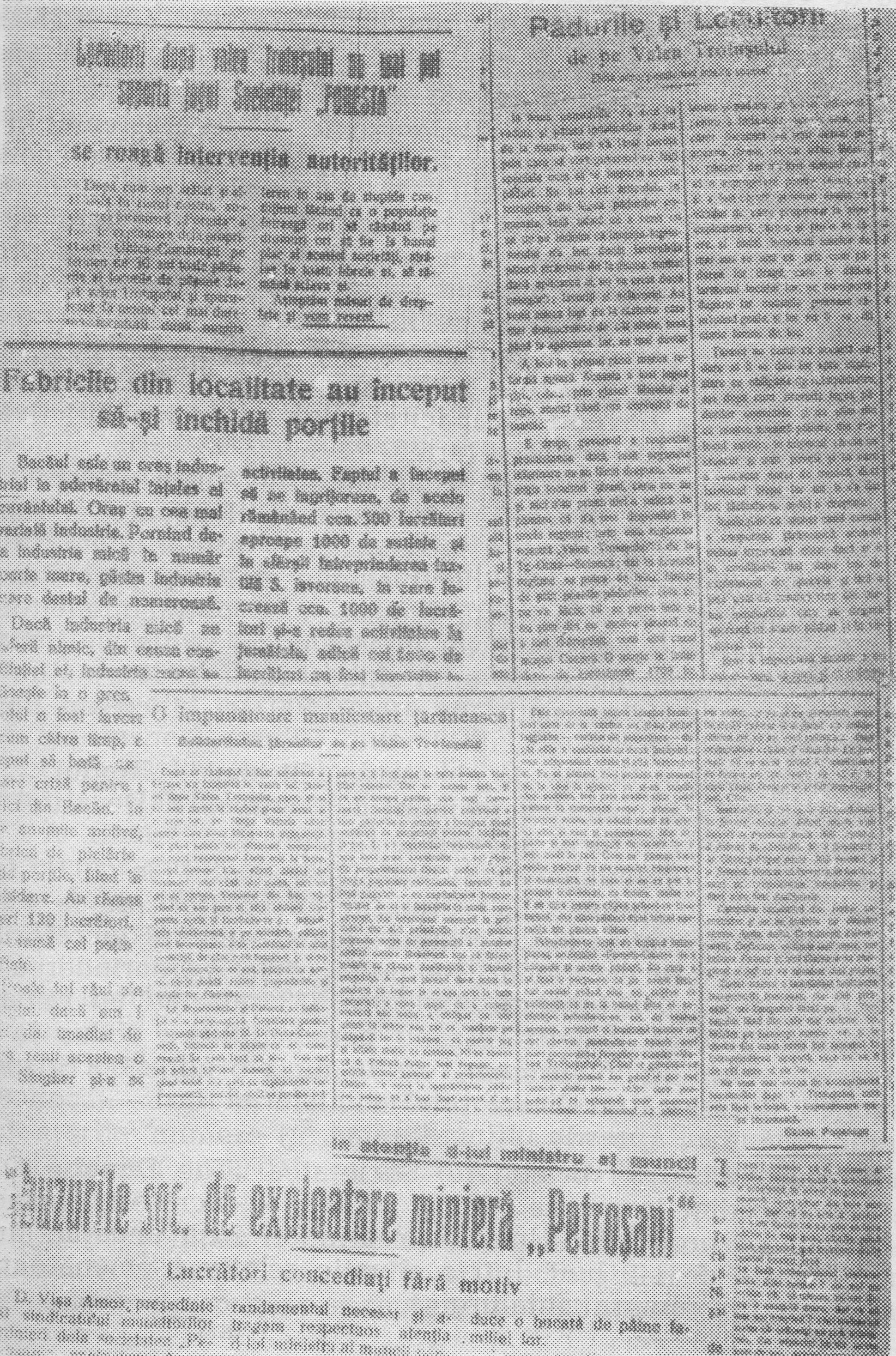
Grupaj de articole din ziarul „Bacăul” din perioada 1925-1926 referitor la situația muncitorilor și țăranilor de pe Valea Trotușului, în josul paginii despre abuzurile societății miniere „Petroșani”

În anul 1942, la mina Șupan sunt puse în exploatare cele mai bogate strate de cărbuni și tot în acest an încep mecanizarea și electrificarea minelor din bazin. Încep exploatările din cuvetele mici din vestul depresiunii și intră în plină producție minele de la Livada și Lapoșul de Sus.
Cărbunii extrași se trimiteau la Iași pentru funcționarea unei mori (1949) și la Galați pentru vapoarele „Companiei Austriece de transport”. Exploatarea cărbunelui s-a intensificat în urma unei decizii ministeriale prin care se încuraja acțiunea de cercetare și descoperire a rezervelor carbonifere.
S-au deschis mine noi la Asău, Lăloaia, Leorda, Vermești, Șupan, fără să se schimbe fizionomia rurală a localităților miniere.
Producția de cărbuni s-a menținut la un nivel scăzut: 68 000 tone (1910), 99 000 tone (1920), 27 000 tone (1933) și 266 000 tone (1939).
Bazinul carbonifer Comănești alimenta în principal traseele feroviare Ghimeș - Războieni, Comănești - Adjud - Galați spre Dunăre și Adjud - Pașcani - Suceava, Iași din partea centrală și de nord a Moldovei.
În perioada de apogeu a exploatărilor din perioada interbelică a avut loc unificarea Societății „Minele Unite Asău-Comănești” cu minele de la Leorda și Vermești și formarea cele mai mari societăți din bazin, „Creditul Carbonifer”, societate de tip monopolist, cu capital român și belgian, cea a exploatat până în 1948, cu excepția minei Lapoșul de Sus, care în 1928 a fost cumpărată de Societatea Lupeni, întreg bazinul carbonifer Comănești.

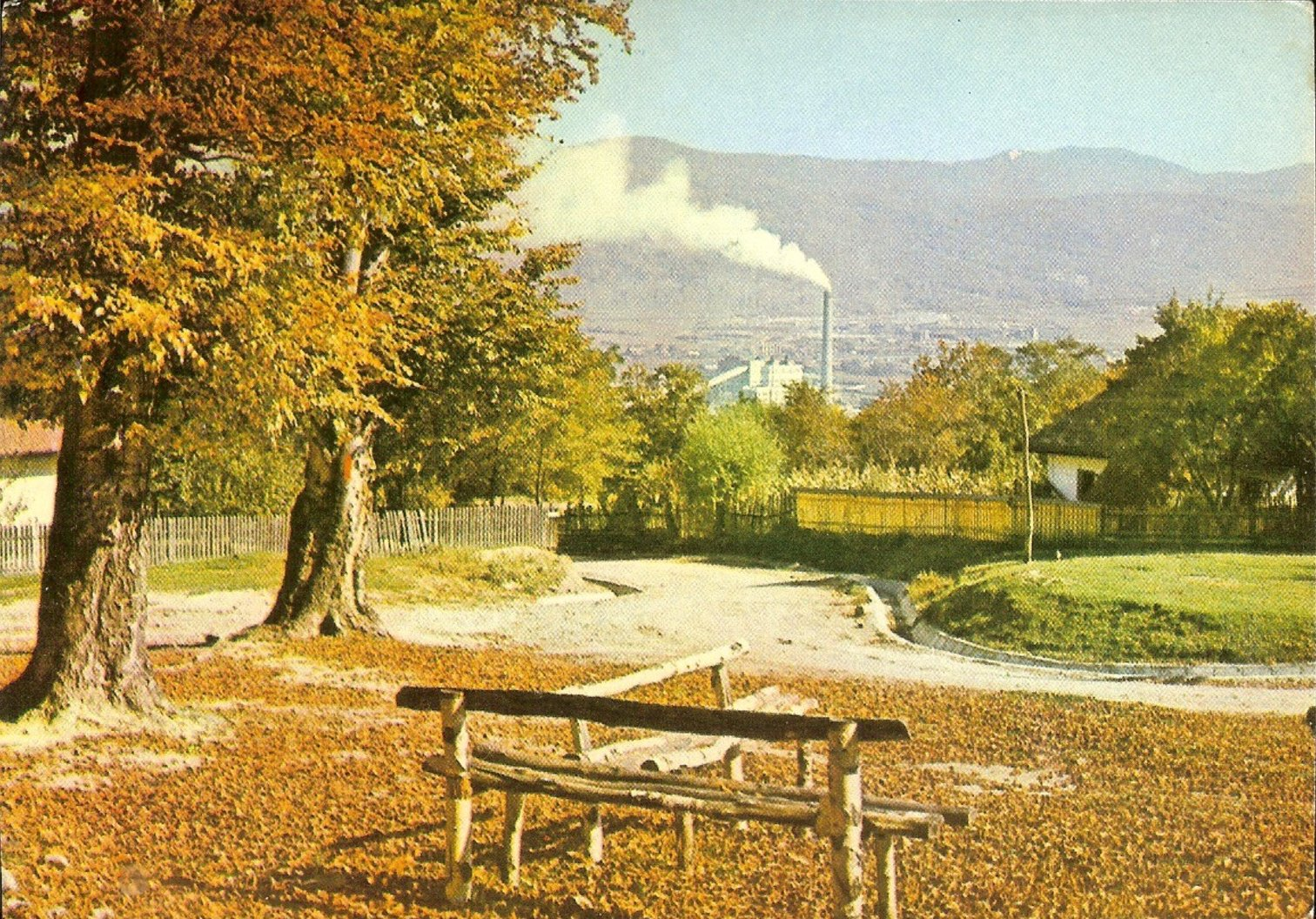
Peisaj industrial în Comănești, Termocentrala II

În total, zăcămintele de cărbune brun s-au exploatat în bazinul Comănești din pe opt perimetre din cele 28 din întreaga țară.
Societatea „Minele unite de cărbuni Asău-Comănești” consta din următoarele concesiuni:
- Mina „Galeonul” în suprafață de 293 ha obținută prin Decret Regal nr. 559 din 1902;[15]
- Mina „Lăloaia” în suprafață de 730 ha obținută prin Decret Regal nr. 560 din 1912;[15]
- Mina „Lăloaia-Ciobănuș” în suprafață de 275 ha și 525 mp obținută prin Decret Regal nr. 2.078 din 1900;[15]
- Mina „Fântâna lui Tranole” în suprafață de 475 ha și 2.300 mp obținută prin Decret Regal nr. 4.863 din 1912;[15]
- Mina în indiviziune cumpărată de la N.D. Ghika prin actul transcris la nr. 1.464 din 1906, precum și cumpărarea de la A. Ionescu de 9 ha și 1.200 mp și drepturile asupra unui teren de 17 ha;[15]
- Mina „Șupan”, în suprafață de 101 ha și 1593 mp obținută prin Decretul Regal nr. 1.258 din 1915. g) Permisul de explorare de 49 ha și 7.208 mp obținut prin decizia ministerială nr. 7.993 din 1918;[15]
- Mina „Lapoșul” în suprafață de aproximativ 162 ha, obținută prin Decretul Regal nr. 2.700 din 1910.[15]
- Minele „Partenie”, „Subscaune”, „Șupanul Mare”, „Șupănelul” și „Coasta Luminei” în suprafață de 553 ha obținute prin Decret Regal nr. 558 din 1902;[16]
- Concesiune de 29 ha de la locuitorii din Comănești obținută prin Decret Regal nr. 3.825 din 1914. Întreg acest aport de concesiuni, împreună cu toate instalațiile și materialele ce se găseau la mine, conform inventarelor depuse și care făceau parte integrantă la actul de constituire erau evaluate la 25.000.000 lei pentru care cei patru primeau 50.000 de acțiuni a câte 500 lei bucata.[16]

Proprietarul David N. Anavi deținea următoarele mine și instalații:
- Mina „Vermești” și „Hliza Șipoteni” în întindere de 635 ha obținute prin Decret Regal nr. 2.304 din 1902;[16]
- Mina „Plopul” în întindere de 200 ha obținut prin Decret Regal nr. 702 din 1910;[16]

Întreg acest conținut de concesiuni împreună cu toate instalațiile și materialele care se găseau la mine, conform inventarelor depuse și care făceau parte integrantă din actul de constituire se evaluau la 6.000.000 lei din care David Anavi primea 12.000 acțiuni a câte 500 lei bucata.
Inginerii C. Reschowsky, P. Lustgarten și M. Băduleanu dețineau următoarele:
- Mina „Leorda” concesiunea „Fâstea” din cătunul Leorda, comuna Văsiești, în întindere de 114 ha și 8.740 mp obținută prin Decret Regal nr. 2587 din 1916;[16]
- Permisul de explorare „Runcu” în întindere de 50 ha obținut prin Decret Regal nr. 158 din 1918;[16]

- Permisul de explorare „Hângan” în întindere de 56 obținut prin Decret Regal nr. 159 din 1907; Întreg acest aport de concesiuni împreună cu instalațiile și materialele ce se găseau la mine conform inventarelor depuse la constituirea actului se evaluau la suma de 5.000.000 lei pentru care cei trei ingineri primeau 10.000 acțiuni în valoare nominală de 500 lei bucata.[16]

Toate concesiunile și minele aveau în componență: instalații, lucrări, instrumente, vagonete, linii decauville, locomotive, ateliere, clădiri, cantine, cazărmi, case de locuit, galerii, rampe de descărcare, motoare, ateliere de dulgherie și fierărie, turnătorii, uzina electrică, instalații electrice, materiale, vite, cai, trăsuri, camioane, căruțe, hamuri, mobilier etc.
Cărbunele de la Comănești se preta la mai multe întrebuințări, astfel că Societatea „Creditul Carbonifer” a început în anul 1927 construcția unei fabrici de brichete, terminată în 1929 și pusă în funcțiune în 1930. Pe lângă fabrica de brichete funcționa și o rafinărie care era utilizată pentru extragerea asfaltului în urma cracării păcurei. Uzina electrică a societății situată în comuna Lăloaia construită în 1924 cu o putere de 912 HP (556 KW) furniza curentul electric necesar exploatărilor miniere, precum și iluminatul localităților Lăloaia, Moinești și Comănești. În anul 1938, s-a adăugat la Centrală un turbogenerator de 1000 KW care a mărit puterea de furnizare a curentului electric pentru exploatările miniere Comănești și Moinești care foloseau ca sursă, aceeași centrală.
Între anii 1929-1933 prin declanșarea crizei economice întreaga viață economică din țară a fost zdruncinată, Societatea „Creditul Carbonifer” cunoscuse un grad înalt de șomaj, numărul muncitorilor scăzând de la 1990 la 849. Totuși, între anii 1934-1938 s-a constatat o reînviorare a economiei prin creșterea rapidă a producției la majoritatea întreprinderilor industriale: minele din bazin, fabrica Filderman, Izvoranu, Buhuși etc., precum și reducerea simțitoare a șomajului.
Perioada interbelică s-a caracterizat prin numeroase manifestații, în mare parte provocate sau accentuate de Comitetul regional Moldova al PCR ce a trimis militanți comuniști în zona Comănești, cele mai importante fiind cele din 15-16 februarie 1933 și culminând cu protestul din 27 mai 1941 ce s-a transformat în grevă, când minerii au refuzat să mai coboare în galerii și se încerca sabotarea utilajelor de lucru.
Perioada celui de Al Doilea Război Mondial s-a caracterizat prin mari pierderi în această industrie și prin scăderea continuă a producției, care în 1945 reprezenta doar 60% din producția anilor 1938-1939.
Prețurile de livrare a cărbunilor către clienți de către societățile particulare au crescut în perioada războiului astfel că prețurile maximale de 3250 lei/tonă cărbune ciuruit livrat în anul 1943 și de 3.368 lei amestec CFR, au ajuns în ianuarie 1945 conform hotărârii Ministerului Economiei Naționale la următoarele sume:
- Minele Comănești – cărbuni ocnă – 8870 lei/tonă; cărbuni ciuruiți - 9.275 lei/tonă; cărbuni blocuri – 10.490 lei/tonă; brichete – 13.000 lei/tonă; amestec CFR - 10.4100 lei/tonă; cărbuni 0-16 – 7.730 lei/tonă; cărbuni 5-16 – 8465 lei/tonă;[23]

- Minele Comănești livrau pentru CFR cărbuni ocnă cu 9.720 lei/tonă; cărbuni ciuruiți – 10.200 lei/tonă; brichete cu 13.290 lei/tonă.[24]

După naționalizarea industriei din 1948, exploatarea cărbunelui a intrat într-o nouă etapă ca urmare a automatizării prin introducerea transportului Diesel - electric, a utilajului modern de tăiere, încărcare.
Retragerea capitalurilor, urmată de închiderea multor mine s-a soldat cu degradarea unor zăcăminte care în parte niciodată nu au putut reintra în exploatare. Acolo unde au existat condiții hidrogeologice speciale, retragerea instalațiilor pentru pomparea apei din subteran a dus la inundarea minelor (Lapoșul de Sus, Livada, etc.), cea ce face foarte dificilă repunerea lor în funcțiune.
Între anii 1958-1960 s-a construit cea mai mare galerie de coastă, un tunel și galerii armate cu fier-beton și bolțari cu instalații pentru transport diesel-electric, care unește cele mai mari exploatări din bazin (Rafira, Asău, Lumina), creându-se marele complex „R.A.L”, ce a permis mecanizarea și automatizarea minelor.
Producția de cărbuni a crescut de la 317 000 tone (1965), 434 000 tone (1975) și 526 000 tone (1985).

## Perioada Primului Război Mondial
Declanșarea Primului Război Mondial a crescut importanța strategică a bazinului prin faptul că fost pierdute celelalte surse de cărbune din celelalte provincii. Prin luptele date de-a lungul anului 1917 de Armata Română pe văile adiacente râului Trotuș (Sulța, Ciobănuș, Uz, Agăș, Asău) s-a încercat protejarea acestui bazin carbonifer. În urma insucceselor inamicului, s-a revenit în vara anului 1917, reușind să se intercepteze circulația în sectoarele Poieni-Mosoare. Situația a fost restabilită de Comandamentul român al Diviziei a 7-a, în care se afla și Regimentul 27 Infanterie Bacău. În continuare pentru a face față cererii de combustibil pentru armată, minele din bazin, sondele și rafinăriile trebuiau să funcționeze la capacitate maximă, pentru a compensa inactivitatea zonelor Prahovei și Dâmboviței ce au fost bombardate. La Comănești funcționa în acest timp unica fabrică de brichete ovoide din țară.

### Inființarea societății „Creditul Carbonifer”
Interesul statului român de a-și asigura o producție proprie de cărbuni și de a stimula inițiativa particulară spre o activitate minieră, a fost foarte scăzut. Atunci, nemaiputându-se baza pe cărbunele străin, statul și-a asigurat producția minelor din România, care au fost, în parte rechiziționate și tot produsul lor pus la dispoziția statului, care avea să facă distribuirea cărbunelui, atât pentru acoperirea necesităților sale, cât și pentru consumul particular.
După retragerea în Moldova, Consiliul de Miniștrii în ședința din decembrie 1916 a hotărât rechiziționarea minelor de cărbuni din Moldova pe care le-a pus sub conducerea directă a Direcției Generale a Combustibilului înființată ad-hoc în Comănești. La terminarea războiului statul a rechiziționat și producția minelor Petrila, Petroșani, Lupeni și a minelor din Banat: Cozla și Baia Nouă, acestea din urmă trecând de-a dreptul sub conducerea efectivă a statului. Aceste rechiziții au fost menținute până în anul 1922 când statul a renunțat la dirijarea lucrărilor dar a continuat controlarea distribuția producției de cărbune a celorlalte mine. După anul 1918, statul a fost implicat în industria extractivă atât prin legislație cât și prin rolul atribuit și activitatea Ministerului Industriei și Comerțului, în cadrul căruia s-a creat pe baza Regulamentului de Organizare și Funcționare a ministerului din 19 martie 1919, o Direcție a Minelor transformată în luna noiembrie 1920 în Direcția Generală a Minelor cu mai multe direcții. În conformitate cu prevederile legii, activitatea în teritoriu a fost preluată de cele șapte Inspectorate Miniere amplasate în principalele zone miniere ale țării și subordonate Direcției Generale a Minelor, unde se ocupau de acordarea permiselor de explorare și a concesiunilor de exploatare.
În dezvoltarea mineritului din țară, până în 1923, industria a fost finanțată de marile bănci iar participarea acestora la industrie a fost o politică de împletire a intereselor care s-au menținut peste 10 ani după unire cu efecte pozitive pentru activitatea industrială, apărând societăți miniere noi, cum ar fi: Societatea „Creditul Minier” în 1919, „România Carboniferă” în 1920, Societatea „Mica” în 1920 și „Creditul Carbonifer” în 1920.
În anii 1915-1918, Direcția Generală a Combustibilului a organizat în Moldova executarea unor lucrări întinse de explorare și deschidere în bazinul Comănești pentru asigurarea minereului necesar CFR-ului și Marinei militare. Marina militară a consumat în 1916-1917 o cantitate de 5982 tone lignit, în 1917-1918, 657 tone iar în 1918-1919 4605 tone. De asemenea, navigația fluvială română a consumat în perioada 1916-1917 aproximativ 44 tone de lignit. Micile producții obținute, în perioada 1915-1918, au fost asigurate prin minele principale existente aici și anume: Rafira, Asău, Lumina, Livada, Vermești, Darmănești, Lapoș, Lăloaia.
Se afirma că „fără minele din Comănești și fără petrolul din Moinești nu ar fi fost posibilă susținerea frontului de la Mărășești”.
Dacă în perioada războiului se obțineau de la minele de la Comănești (singura în folosul țării), o producție de 350 tone/zi, producția în august – septembrie 1921 va scădea la 65 tone/zi. Comăneștiul deținea un lignit cu putere de 5.500 – 6.000 calorii și care „cu pricepere și perseverență” putea să dea 700 tone/zi.

## Industrie

### Electricitate

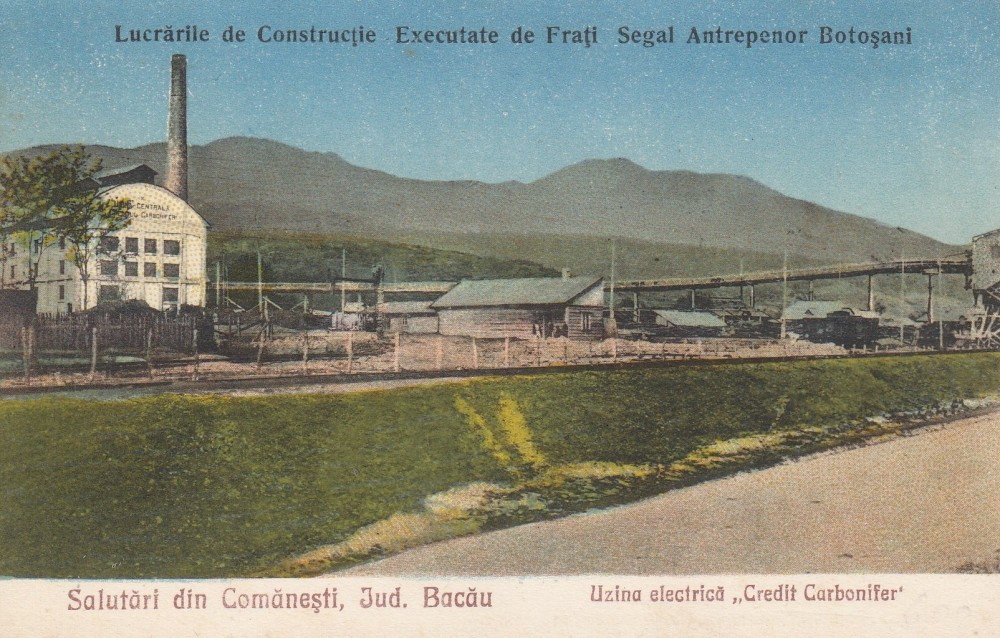
Centrala electrică nr. 1 a societății Creditul Carbonifer Comănești.

Folosirea electricității, în scopuri publice, începe în 1924, dată la care s‑a realizat o centrală electrică cu o putere de 912 CP (556 kW) pentru minele de cărbuni, proprietatea „Creditului Carbonifer”, din care s‑a alimentat cu energie electrică și o parte a localității. În anul 1938 s‑a amplificat puterea centralei cu un turbogenerator de 1000 kW. Fabrica de cherestea „Foresta” Comănești avea două generatoare trifazate de 380/220 V acționte de transmisia generală a fabricii de la care printr‑un transformator ridicător de 380/15000 V și trei transformatoare de câte 20 kVA s‑a făcut o distribuție publică în Comănești, în intervalul 1935–1938, precum și în orașul Moinești care a folosit, ca sursă centrala „Creditului Carbonifer”. În mod similar, în anul 1895, începe să se folosească energia electrică, pentru prima dată în județul Bacău, mai întâi pentru iluminat la schelele petroliere Zemeș, Bacău și Solonț‑Stănești, ale SA „Steaua Română”, motoarele grupurilor electrogene, funcționând cu gaz sărac. În cele două localități energia electrică s‑a folosit și pentru iluminatul locuințelor salariaților de la cele două schele petroliere, construite în imediata apropiere a acestora, în scopul creării posibilităților de intervenție rapidă în cazul defectării instalațiilor de foraj sau de extracție.
În anul 1937 s‑a pus problema creșterii nivelului economic și social al locuitorilor de la sate, într‑un ritm mai rapid și s‑a hotărât ca în cadrul lucrărilor publice cu caracter obștesc, să fie inclusă și realizarea electrificării rurale sistematice și de ansamblu, acțiune legiferată prin Înaltul Decret Regal nr. 2536 publicat în Mof. nr. 137 din ianuarie 1937.
Recepția lucrărilor s‑a efectuat la 22 martie 1941, președinte al Comisiei de recepție a fost desemnat Profesorul Remus Răduleț, de la Universitatea Politehnica Timișoara. Astfel s‑a încheiat prima etapă de electrificare prevăzută în programul Centrului de Electrificare Rurală Valea Trotușului-Comănești.
Cărbunii din Comănești erau valorificați între 1974 - 1997 într-un procent de peste 70% în Termocentrala Comănești II construită în 1954 cu o capacitate de 25 MW.

### Întreprinderi, căi ferate
Canități mai mici de cărbuni erau trimise unor întreprinderi industriale din Roman, Iași, Târgu Mureș, Onești. Căile ferate foloseau sub 6% din producția bazinului carbonifer Comănești.

## Geologie
Bazinul tectonic s-a format în sarmațian prin prăbușirea unei părți din flișul median extern. Depresiunea formată a fost invadată de o mare și sedimentată în sarmațian, meoțian și cuaternar. Încă de la începutul existenței sale, datorită tectonicii antisedimentare a bazinului, acesta a avut un relief foarte accidentat, fundamentul paleogen reprezentând o serie de creste mai înalte, care separau depresiunea în 7 cuvete secundare orientate NNV-SSE, cu adâncimi și suprafețe foarte diferite. Astfel, fundamentul paleogen al cuvetei Lapoș, cea mai mică și cea mai vestică, se află la cota +400 m, al cuvetei Asău, situată în partea centrală, la +50 m, iar al cuvetei Văsiești-Dărmănești, situată la est și care este cea mai mare, la ±400 m. Cu toate că există o diferență de altitudine (800 m), cele șapte cuvete formate în urma prăbușirii scoarței (Lapoș, Asău (s-au determinat 33 de strate), Sălătruc, Lăloaia-Galion, Văsiești-Dărmănești, Larga, Tașbuga) au fost acoperite de aceeași mare, au fost sedimentate în același timp, comunicau între ele, dar în condiții diferite, în funcție de mărimea și adâncimea fiecăreia dintre ele.
În bazinul Comănești, cu excepția câtorva strate care depășesc 1,50 m grosime, restul cărbunilor se găsesc acumulați în strate subțiri. Totuși, exploatarea lor, în special în cuvetele mai mici din nord- vestul Depresiunii Dărmănești, unde aceștia au putere calorică peste 6000kcal/kg, era rentabilă și importantă pentru economia națională.
Cărbunele brun s-a format în depresiunea intramontană sarmat-meoțian, compartimentată în 7 cuvete separate prin praguri de paleogen: Lapoș, Asău, Sălătruc, Lăloaia, Galion, Văsiești - Dărmănești, Larga și Tașbuga se etașează de la est spre vest.
După Grasu și colaboratorii săi, acumularea s-a făcut în depozona wedge-top a sistemului bazinelor de foreland, dezvoltată ca o consecință a tectogenezei Moldave. Cele mai bune condiții pentru formarea cărbunilor le-au avut cuvetele mici, mai  puțin adânci, din vestul bazinului. În cuveta mare Văsiești-Dărmănești au existat condiții pentru formarea și acumularea unor zăcăminte de cărbune numai pe flancul estic și cel vestic al acesteia, fapt concretizat în 3-4 strate de cărbune exploatabil, ce se extrage la Leorda și Vermești. În cuvetele mici din vest acumularea cărbunilor s-a făcut pe toată întinderea acestora, numărul stratelor în orizontul productiv ajungând la 34, din care 7 exploatabile. Fiind mai puternic tectonizate, acestea dispun de un cărbune superior, cu putere calorică în jur de 6000 kcal/kg, cu strate de cărbuni ce ajung până la peste 2 m grosime. În general însă, grosimea medie a stratelor de cărbuni ce se exploatează este de 0,40 m. Cuvetele Tașbuga și Larga, situate în extremitățile bazinului, nu au cărbuni exploatabili. Complexul cărbunos este alcătuit în general din argile, marne, nisipuri, gresii, cu intercalații de cărbune ce nu depășesc decât rareori 1 m.

### Tectonica zăcământului
Cele șapte cuvete prezintă caracter de sinclinal, secundar apar unele cute anticlinale și sinclinale cu dezvoltare locală. Se mai remarcă existența unui sistem de falii longitudinale și transversale care complică structura bazinului.
- Cuveta Lapoș reprezinta un sinclinal, în nordul căreia se întâlnește o cută anticlinală și una sinclinală, cu dezvoltare locală. Este afectată de o serie de falii transversale, identificate prin lucrări de suprafață și miniere, cu sărituri de 50 - 60 m.[32]
- Cuveta Asău are aceleași caracteristici, remarcându-se prezența mai multor structuri anticlinale și sinclinale secundare, mai pronunțate în partea de nord și sud. Și aceasta este afectată de falii longitudinale și transversale.[32]
- Cuveta Sălătruc este asemănătoare ca structură, cu deosebirea că la sud valea Uzului este divizată de o creastă de Paleogen: în partea vestică se întâlnește un sinclinal și un anticlinal, iar în partea de est structura are un caracter de monoclin. Cuveta este afectată de o falie transversală care a determinat coborârea compartimentului nordic.[32]
- Cuveta Lăoaia-Galeon reprezintă un sinclinal asimetric, datorita faliei longitudinale din vest. Dintre elementele rupturale transversale se remarcă prezența faliei văii Trotușului, care coboară compartimentul nordic.[33][este de încredere?]
- Cuveta Tașbuga se caracterizează prin prezența unei falii marginale, longitudinale, vestice, afectată de o altă falie transversală.[33]
- Cuveta Văsiești-Dărmănești are caracter de sinclinoriu, cu flancurile afectate de un sistem de fracturi longitudinale și transversale.[33]
- Cuveta Larga este cea mai estică din bazinul Comănești și reprezintă un golf.[33]

### Strate de cărbuni
Stratele de cărbuni sunt prezente în toate cuvetele, însă cuveta Larga și Poalele Tașbugei interesează puțin din punct de vedere al exploatării. Cele mai multe strate cu grosimi exploatabile sunt în cuveta Asău, dintre care șapte sunt mai importante:
- Stratul 1 (Maria) este situat la 10-30 m de fundament și atinge grosimi între 0,70 și 2 m, cu un cărbune șistos și piritos.[34]
- Stratul 2 (Kalk) apare la 25-50 m deasupra stratului 1 și are o grosime medie de 0,30 m, cu un cărbune compact, lucios, curat și inclus în gresii calcaroase fosilifere.[34]
- Stratul 3 (Irina), la 40-50 m deasupra stratului 2 și atinge grosimea maximă de 0,65 m în centrul cuvetei, cu un cărbune curat al cărui culcuș este constituit din calcar lumaselic cu Congeria, ca un reper ușor de identificat.[34]
- Stratul 4 (Coroban) este situat la 8-15 m de stratul 3 și are grosimi de 0,55-0,75 m, cu un cărbune curat și compact, cu intercalații de steril.[35][este de încredere?]
- Stratul 5 (Wagner) se găsește la 2-8 m deasupra stratului 4. Are grosimi de 0,55-1,5 m. Cărbune lucios, bituminos de cea mai bună calitate, fiind considerat stratul principal.[35]
- Stratul 6 (Chivoaia) la 50-60 m peste stratul Wagner, cu o grosime de 0,35 m. Cărbunele este sfărâmicios, impregnat cu apă, cu o dezvoltare locală numai pe anumite sectoare a cuvetei Asău. În restul cuvetelor nu este reprezentat.[35]
- Stratul 7 (Agachi) 27-32 m față de stratul 6, atinge o grosime redusă de 0,10-0,37 m, cu frecvente subțieri pe parcurs care determină posibilități reduse de exploatare.[35]

Cărbunii din bazinul Comănești sunt compacți și au următorii componenți petrografici: vitrit, clorit, fuzit, prinși într-o masă de bază. Puterea calorică superioară variază între 3819 și 4740 Kcal/kg. Sunt cărbuni cu proprietăți apreciate în economie.
| Umiditate-%            | Cenușă    | Materie volatilă | Sulf %  | N %     | C %   | H %      | Sulf combustibil | Putere calorică kcal/kg. |
| ---------------------- | --------- | ---------------- | ------- | ------- | ----- | -------- | ---------------- | ------------------------ |
| Higroscopică și totală |           |                  |         |         |       |          |                  | Superioară/Inferioară    |
| 7,7-10.7; 14,8-229     | 11,6-28,3 | 27,2-33,1        | 1,4-3,8 | 0,7-1,4 | 38-47 | 9-3; 6,3 | 5-1,2; 8-3,1     | 3819-4740; 3536-4403     |

## Exploatare
În bazinul carbonifer s-a exploatat cărbunele brun de către Societatea Națională a Cărbunelui Ploiești – Exploatarea Minieră Comănești, în subteran, din 9 sectoare:

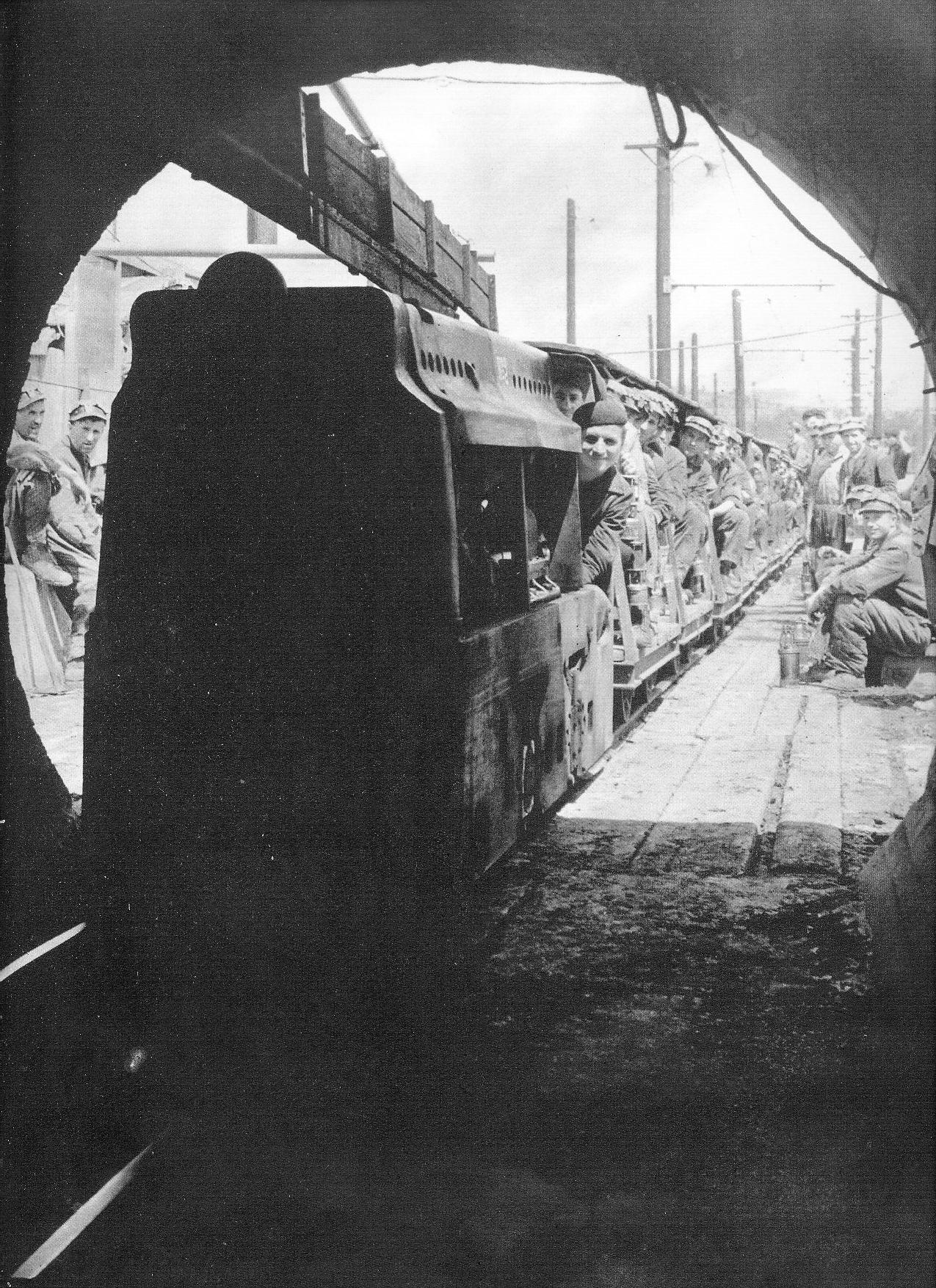

- Sector Vermești – închis în anul 2002, există proiect de închidere și ecologizare;[36]
- Sector Leorda – închis în anul 2002, există proiect de închidere și ecologizare;[36]
- Sector Lumina– închis în anul 2002, există proiect de închidere și ecologizare;[36]
- Sector Rafira – închis în anul 2002, există proiect de închidere și ecologizare;[36]
- Sector Trotuș – 1 Mai – închis în anul 2003, există proiect de închidere și ecologizare;[36]
- Sector Lapoș Nord – închis în anul 2005, există proiect de închidere și ecologizare;[36]
- Sector Lapoș Sud – închis în anul 2005, există proiect de închidere și ecologizare;[36]
- Sector Asău – închis în anul 2009, nu există proiect de închidere și ecologizare. S-au închis toate lucrările, mai puțin Puțul Livada 2;[36]
- Sector Crăciunești – închis în anul 2009, nu are proiect de închidere și ecologizare. S-au închis toate lucrările în subteran.[36]

### Halde de steril
Operatorul economic are în administrare 25 de halde de steril, din care un număr de 4 au fost verificate în vederea ecologizării lor:
1. Halda de steril de cărbune Asău de la fosta mină Rafira - Lumina, are ca administrator deținător S.C. Conversmin S.A. București, preluat de la Societatea Națională a Cărbunelui Ploiești. Are depozitat 400.000 metri cubi steril (amestec neomogen de argile, marne, nisipuri cu urme de cărbune brun, pe o suprafață de 15,5 ha, conform proiectului de închidere elaborat de S.C. Prominfo S.A. Ploiești. Depozitarea materialului a fost sistată în anul 2001, odată cu închiderea minei Rafira - Lumina, pentru care s-a emis Autorizație de mediu nr. 961/09.11.2001 pentru închiderea minei. Halda este parțial înierbată, dar datorită precipitațiilor s-au creat fenomene de alunecare.[37]
2. Halda de steril de cărbune Crăciunești are ca administrator deținător Societatea Națională a Cărbunelui Ploiești. Materialul depozitat constă în 100.000 metri cubi steril, depozitarea materialului a fost sistată odată cu închiderea minei Crăciunești pentru care s-a emis Aviz de mediu pentru încetarea activității nr. 48/20.09.2005; halda este parțial înierbată și prezintă fenomene de eroziune.[37]
3. Halda de steril de cărbune Tisa 2 de la fosta mină Trotuș – 1 Mai are ca ddministrator deținător Societatea Națională a Cărbunelui Ploiești. Materialul depozitat constă în 10.000 metri cubi steril, depozitarea materialului a fost sistată în anul 2001 odată cu închiderea minei Trotuș – 1 Mai, pentru care s-a emis Autorizație de mediu nr. 1143/21.12.2001 pentru închiderea minei. Pentru halda de steril s-a emis un acord de mediu pentru închiderea și ecologizarea a Minei Trotuș – 1 Mai”.[38]
4. Halda de steril de cărbune I Trotuș de la fosta mină Trotuș – 1 Mai are ca administrator deținător Societatea Națională a Cărbunelui Ploiești. Materialul depozitat constă în 100.000 metri cubi steril, depozitarea materialului a fost sistată în anul 2001 odată cu închiderea minei Trotuș – 1 Mai pentru care s-a emis Autorizație de mediu nr. 1143/21.12.2001 pentru închiderea minei. Halda este înierbată, stabilizată, pe suprafață sunt executate cleionaje și sunt plantați salcâmi și pini, iar la baza haldei este realizat un baraj de gabioane pentru a preveni eventualele alunecări.[38]

## Bibliografie

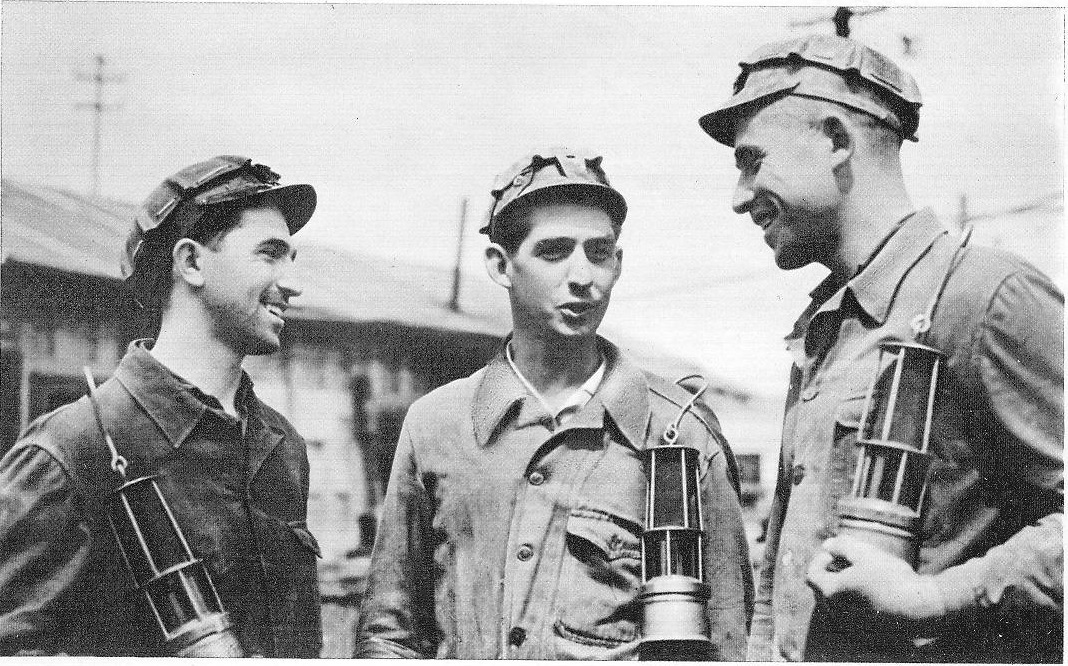